# Abenfigo

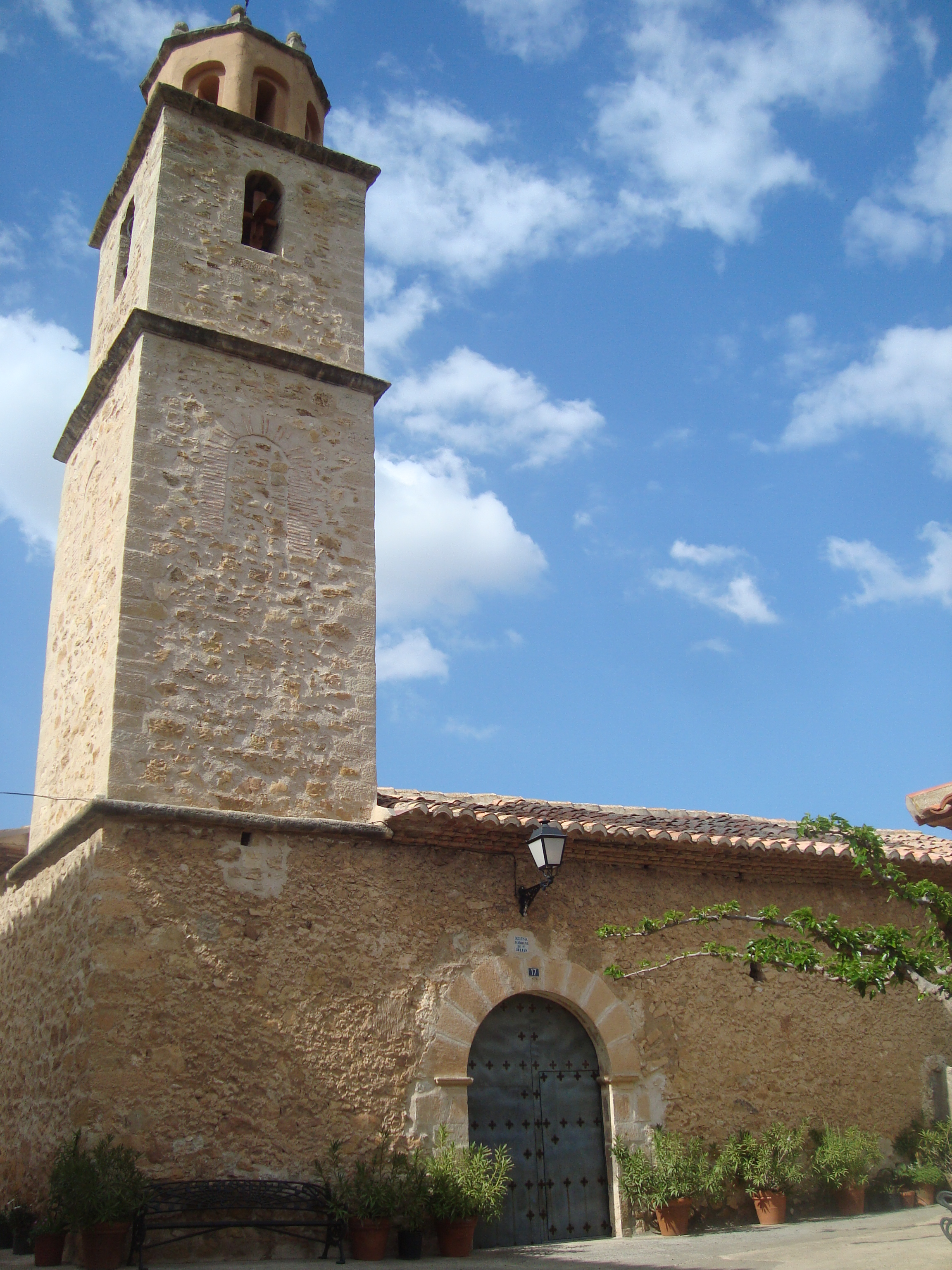
Iglesia de San Julián, Abenfigo (Castellote, Teruel)

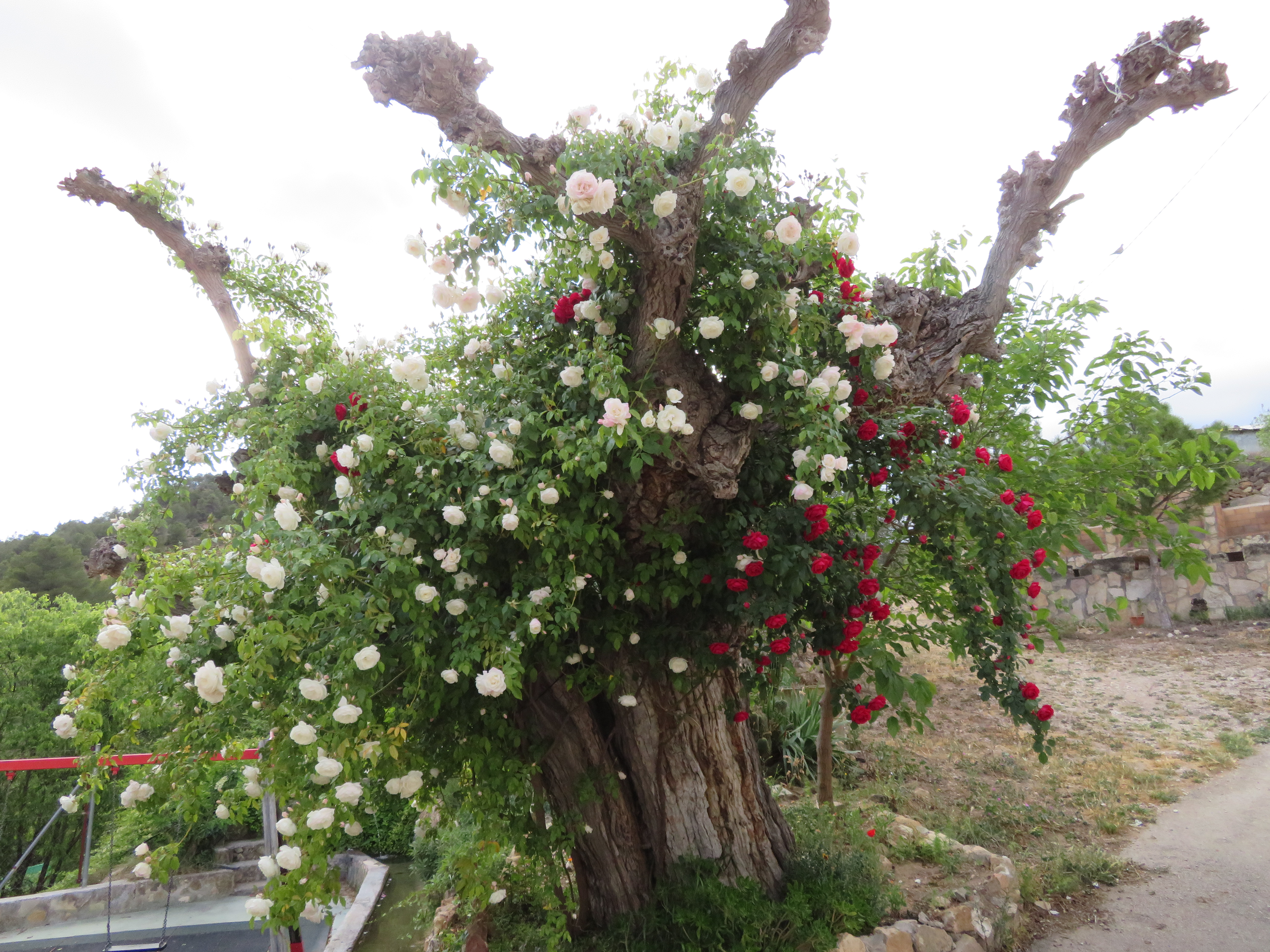
Rosal monumental de Abenfigo.

Abenfigo es una localidad española perteneciente al municipio de Castellote, en el Maestrazgo, provincia de Teruel, Aragón.

## Toponimia
El topónimo deriva del árabe ابن فيقهُ (ibn Fīquh), «hijo de Figo». Se trata de una hibridación entre el árabe ibn («hijo [de]») y Figo (del latín ficus, «higo»), utilizado como nombre propio.

## Geografía
El pueblo está situado a 527 metros de altitud y cuenta con 45 habitantes (INE 2009). Lo atraviesa la carretera A-226; está junto a la desembocadura del arroyo de Abenfigo en el río Guadalope.

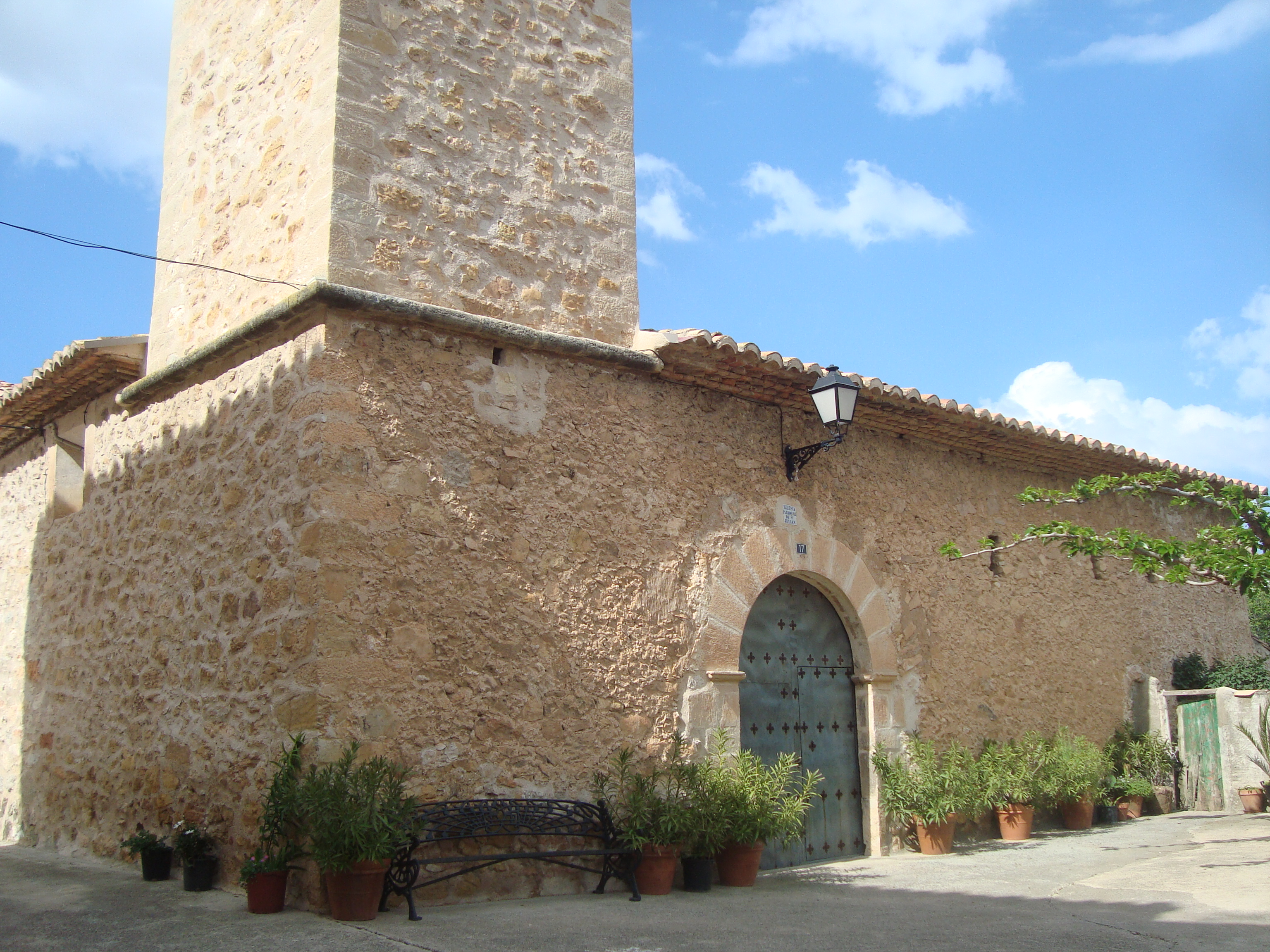
Iglesia parroquial de San Julián (Abenfigo, Castellote, Teruel).

## Patrimonio

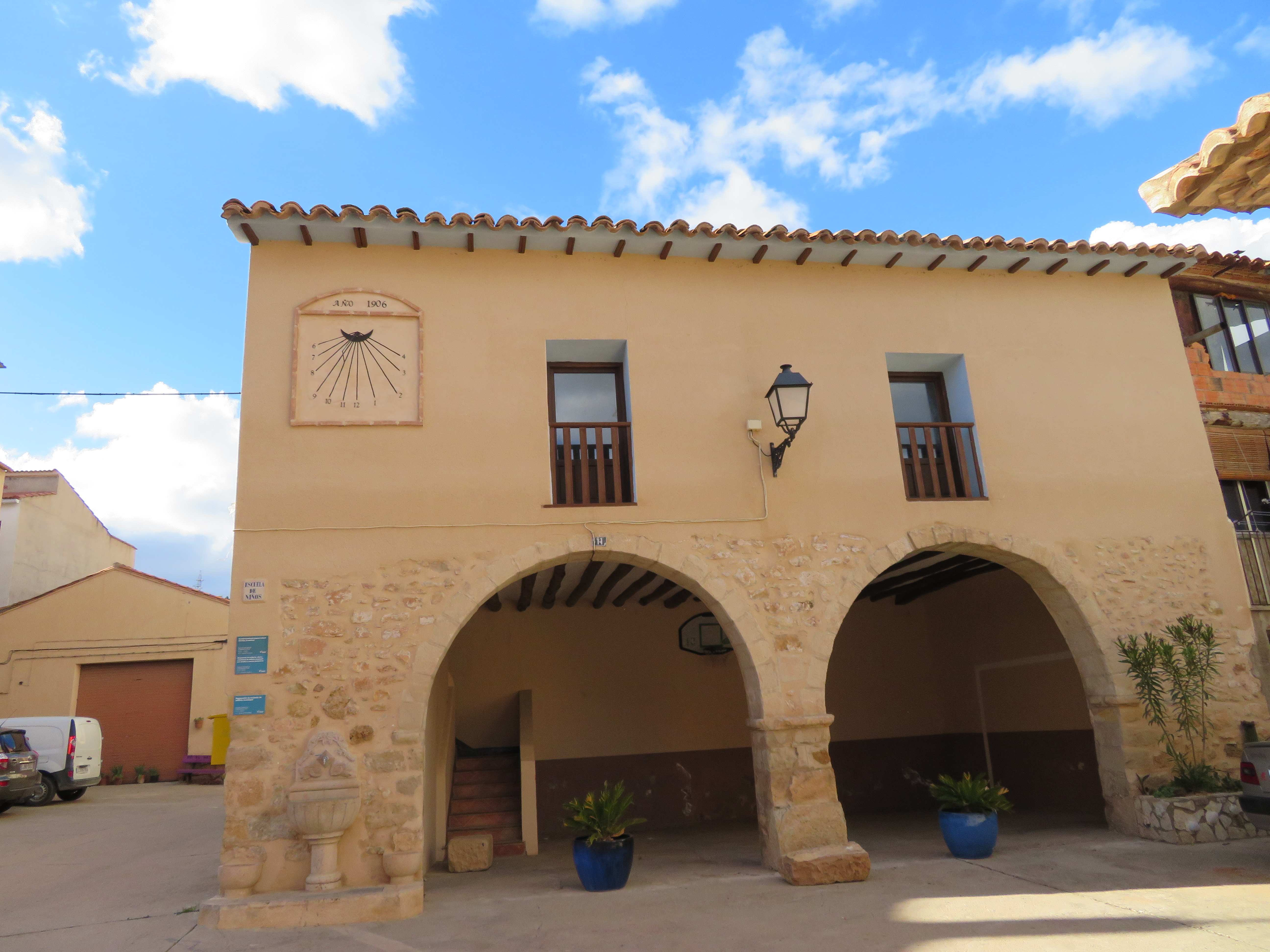
Casa Consistorial de Abenfigo.

- Iglesia Parroquial de San Julián, datada la construcción original en 1546, en el interior de la iglesia, se pueden admirar hermosas obras de arte religioso, como retablos, tallas y pinturas que datan de diferentes épocas.
- Casa Consistorial.

## Fiestas
El primer domingo de agosto tiene lugar la festividad en honor a San Roque. Durante todo el fin de semana se organizan diversas actividades como desfile de carrozas con reparto de bocadillos para los asistentes, baile por las noches, el domingo se celebra Misa Mayor y el lunes los vecinos disfrutan de una comida de hermandad.

## Gastronomía
La cocina popular se basa en los productos tradicionales obtenidos de la matanza del cerdo (morcillas, chorizos, longanizas, carne y salazones), de la cría de conejos y aves de corral, y frutas, verduras y hortalizas que plantan y recolectan en los huertos familiares.

## Enlaces externos

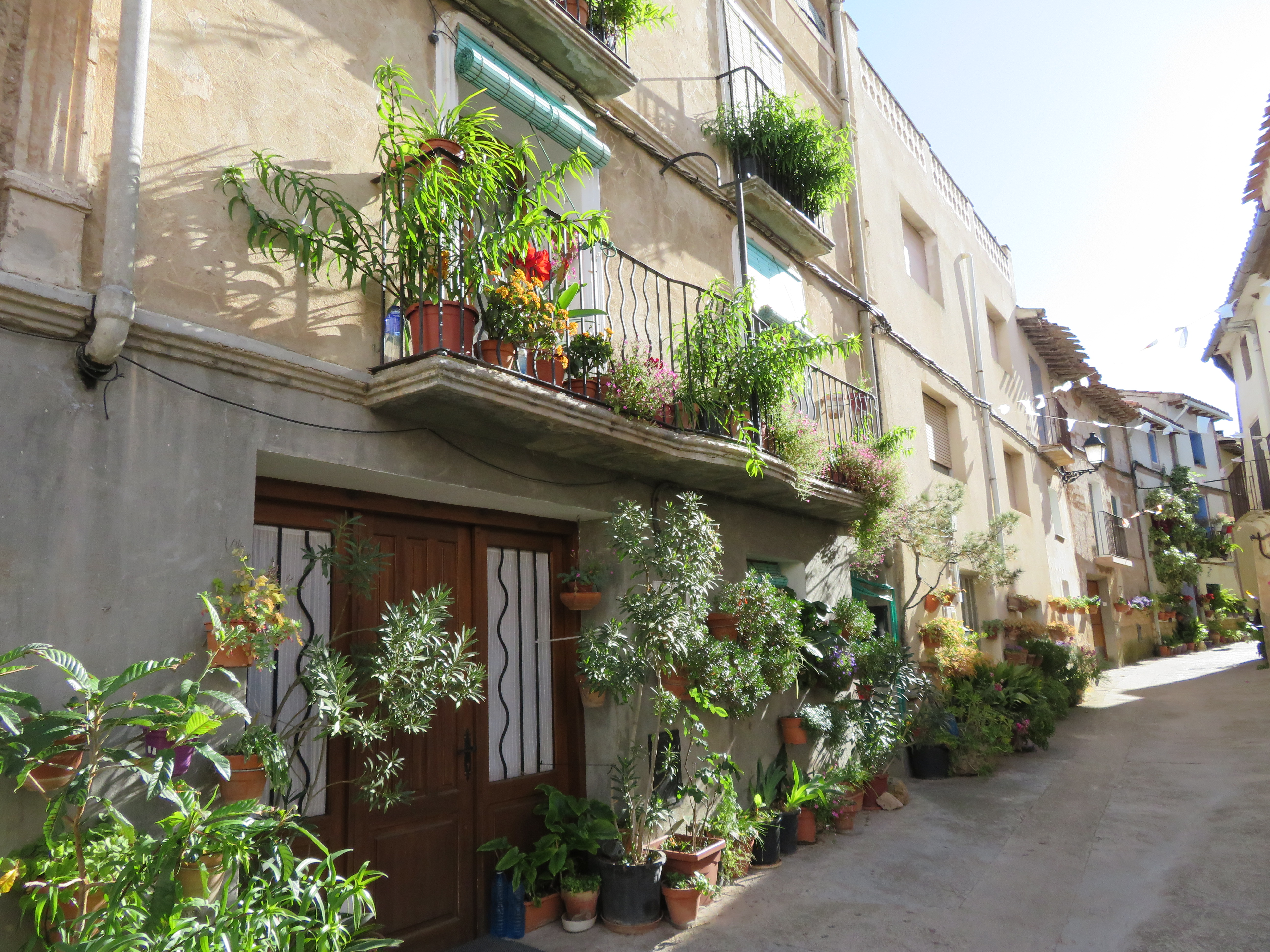
Calle Mayor de Abenfigo.